# Nematolepis wilsonii
Nematolepis wilsonii  es una especie de arbusto o pequeño árbol perteneciente a la familia de las rutáceas. Es un endemismo de Victoria en Australia. 

## Descripción
Es un arbusto o pequeño árbol que puede alcanzar hasta 10 metros de altura y tiene la corteza manchada. Las hojas son verdes brillantes de 30 a 80 mm de largo y 5 a 15 mm de ancho, y tienen escamas plateadas por el envés. Las inflorescencias se producen en grupos de 1 a 9 en forma de estrella con flores blancas  en las axilas de las hojas en primavera.

## Hábitat
La especie está clasificada como "vulnerable" en la protección del medio ambiente y la Ley de Conservación de la Biodiversidad y la "amenazada" en virtud de la Victorian Flora and Fauna Guarantee Act. La única población conocida, cerca de Marysville fue destruida por los Incendios forestales en Victoria de febrero de 2009. Las plantas se establecieron luego en una cuenca cercana con las semilla del Proyecto de Banco de Semillas del Milenio.

## Taxonomía
Nematolepis wilsonii fue descrita por (N.G.Walsh & Albr.) Paul G.Wilson y publicado en Nuytsia 12(2): 280, en el año 1998.
Sinonimia
- Phebalium wilsonii N.G.Walsh & Albr.[5]